# Middle Island (Tristan da Cunha)
Pour les articles homonymes, voir Middle Island.
Middle Island est une petite île de l'océan Atlantique, près de l'île Nightingale, à Tristan da Cunha, au Royaume-Uni.
L'île est inhabitée.